# Eurymelella tonnoiri
Eurymelella tonnoiri är en insektsart som beskrevs av Evans 1939. Eurymelella tonnoiri ingår i släktet Eurymelella och familjen dvärgstritar. Inga underarter finns listade i Catalogue of Life.